# الكساد الكبير في هولندا

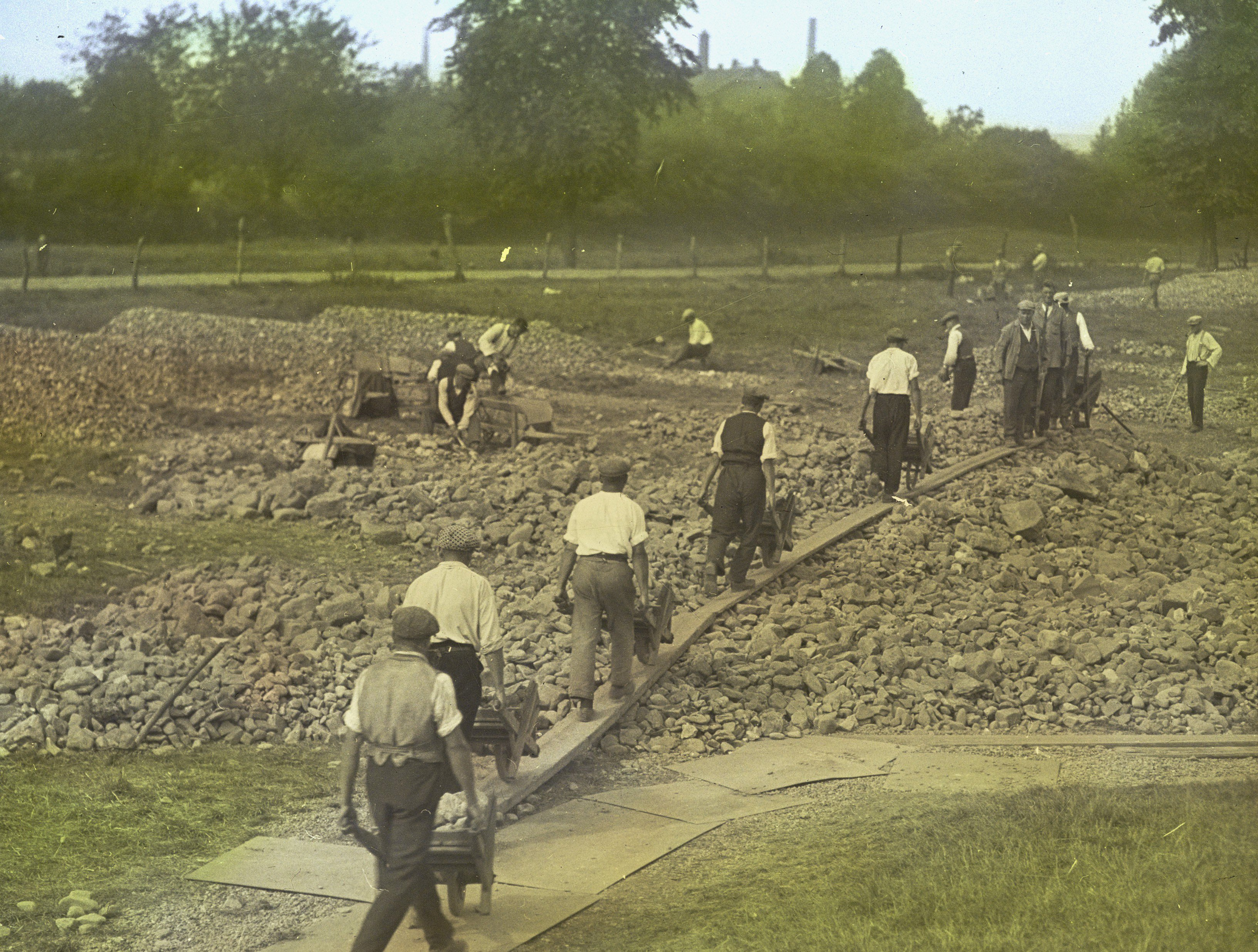

الكساد الكبير أو الانهيار الكبير أو سنوات الأزمة في هولندا (بالهولندية: De Grote Depressie, de Crisisjaren, or de Crisistijad) هو حدث وقع بين عامي 1933 و1936، أي في وقتٍ متأخرٍ كثيرًا عن البلدان الأخرى. شكلت فترة الثلاثينيات من القرن العشرين أزمةً ماليةً حادة امتد تأثيرها إلى بلدانٍ من كافة أرجاء العالم، بما فيها هولندا.
في الولايات المتحدة، يُعتقد أن انهيار بورصة وول ستريت في عام 1929 هو نقطة انطلاق الكساد الكبير. أما في هولندا فبدأ الكساد بصورةٍ أكثر تدرجًا، في الفترة 1929-1931، عندما كان الاقتصاد في حالة تدهور تدريجي لفترة أطول. استمر الكساد في هولندا لفترةٍ أطول بكثير مما هو عليه في بلدانٍ أخرى، ويعزى جزءٌ من ذلك إلى خصائص الاقتصاد الهولندي الهيكلية وجزءٌ آخر إلى سياسة الحكومة. إذ لعب رفض التخلي عن غطاء الذهب دورًا محوريًا. أدى الكساد الكبير إلى حالةٍ من عدم الاستقرارٍ السياسي وأعمال الشغب، الأمر الذي يمكن أن يعود أيضًا إلى صعود حزب الحركة الاشتراكية القومية في هولندا. قلت حدة الكساد في هولندا في نهاية عام 1936، لكن الاستقرار الاقتصادي الحقيقي لم يعد إلى حاله إلا بعد الحرب العالمية الثانية.

## الأحداث الممهدة للكساد (1918-1929)
لم تواجه هولندا، نظرًا إلى حيادها في الحرب العالمية الأولى، المشاكل المتعلقة بتعويضات الحروب وأضرارها وتناقص السكان التي أدت إلى مشاكلٍ اقتصاديةٍ في بلدانٍ أوروبيةٍ أخرى. ولكن بسبب الطابع الدولي للاقتصاد الهولندي كان لهذه المشكلات عواقبها على هولندا أيضًا. خصوصًا الاضطرابات والمشكلات الاقتصادية في ألمانيا، أحد الشركاء التجاريين الرئيسيين لهولندا، التي أدت إلى إغراق هولندا في كسادٍ حاد حتى عام 1925 (وصل أعلى مستوياته عام 1923).
بعد عام 1925، انتهت فترة كساد ما بعد الحرب في هولندا واعاد البلد الانضمام إلى غطاء الذهب، وهذا يعود جزئيًا إلى التطورات الاقتصادية الحاصلة في أمانيا. إلا أن هذا التطور كان محدودًا، في جملة أمور، بسبب القيود التجارية الشديدة المفروضة في ألمانيا، ولم يُحدث رواجًا اقتصاديًا كما هو الحال في بعض الدول الأوروبية الأخرى والولايات المتحددة (المرتبطة بالعشرينيات الهادرة). وعلى الرغم من هذه التطورات الطفيفة، فإن الاقتصاد الهولندي كان يواجه صعوبةً في التعامل مع مشكلاتٍ هيكلية في الفترة التي سبقت الكساد الكبير. إذ لم تختف القيود التجارية والحمائية الاقتصادية بعد الحرب العالمية الأولى، ولم تتمكن التجارة العالمية من الانتعاش من جديد بعد الحرب. اعتمد الاقتصاد الهولندي لفترةٍ طويلة على التمويل والتجارة الدولية (شكل التصدير في عام 1929 مصدرًا لما يقدر بنحو 30% من الدخل القومي الاجمالي)، وخصوصًا قطاع الشحن البحري الضخم الذي كان يعاني من قلة الفرص التجارية. وكان هناك مشكلة أخرى تتمثل في اقتران معدلات الولادة المرتفعة في فترة ما بعد الحرب العالمية الأولى بزيادة انتاجية القوى العاملة، مما يعني أن أي زيادة في الطلب لم تؤدي إلى ارتفاع الرفاهية العامة أو انخفاض البطالة.

## الفقر والدعم
كانت العواقب الاجتماعية الناجمة عن الأزمة الاقتصادية محدودة حتى عام 1931؛ إذ تم حتى ذلك الوقت تجنب البطالة الجماعية في معظم القطاعات، عن طريق اللجوء إلى تقليص ساعات وأجور العمل. وعلى الرغم من ذلك، بدأت البطالة في عام 1931 تقريبًا واضطر أولئك العمال الذين تمكنوا من الحفاظ على وظائفهم في كثيرٍ من الأحيان إلى تقبل تخفيضات كبيرة في الأجور. تظهر تقديرات البطالة التقريبية ارتفاعًا حادًا بين عامي 1930 و1932، وزيادةً مطردة حتى نهاية عام 1936. لم تعاني كافة القطاعات الاقتصادية المعاناة نفسها؛ فتأثر قطاعا الشحن البحري والتجارة تأثرًا كبيرًا، فيما تجاوزت بعض القطاعات المتخصصة، مثل قطاع صناعة التبغ، المرحة الأولى من الكساد نسبيًا من دون ضرر.
في بداية الكساد، ظل الموظفون يلاحظون أن تخفيضات أجورهم كانت مقرونةً بانخفاضات كبيرة في أسعار السلع الاستهلاكية. ولكنهم أيضًا عانوا من انخفاضٍ في الدخل الحقيقي بعد مرور السنوات الأولى من الكساد. أما بالنسبة لأعداد العاطلين عن العمل المتزايدة، كان الوضع أسوأ بكثير. حتى ثلاثينيات القرن العشرين، لم يمتلك المجتمع الهولندي الخبرة والبنية التحتية اللازمتين لمعالجة مشكلة البطالة الجماعية. وفي أجزاءٍ كبيرةٍ من المجتمع، ساد شعورٌ بأنه ينبغي قبل كل شيء تحفيز العاطلين على إيجاد عمل، حتى يتسنى توفير دعم الدخل فقط على مستوى الكفاف. على الرغم من أن إيجاد عملٍ آنذاك أصبح مستحيلًا بالنسبة لأعدادٍ كبيرةٍ من الناس، فإن المشاعر الاجتماعية تجاه العاطلين عن العمل لم تتغير إلا ببطء.
أتاحت النقابات العمالية أموالًا خاصةً بدعم الدخل المؤقت للعاطلين عن العمل حديثًا، وأضافت إليها الحكومة بعض الدعم المالي. لذلك دامت نجات أعضاء النقابات من الفقر الحقيقي فترةً محددة. ولكن في مراحلٍ لاحقةٍ من الكساد، نضبت أموال النقابات فيما خفّضت الحكومة أيضًا من الإعانات التي كانت تقدمها، مجبرةً النقابات بذلك على التقليل باطراد من فترة وكمية الدعم المقدم. اعتمد العمال غير المنتمين إلى نقابات أو الذين انتهت فترة دعمهم النقابي على صندوق الحكومة الخاص بمكافحة الفقر، الذي قدم لهم الدعم حتى مستوى الكفاف. كان دعم الدخل القليل هذا مصحوبًا بوصمةٍ شديدة، عكست بدورها قيم المجتمع المعاصر. كان على متلقي الدعم الحضور إلى وكالةٍ حكومية مرتين في اليوم، حيث ينتظرون في الطوابيرٍ اللامتناهية من العاطلين عن العمل التي أصبحت رمزًا للكساد. وكانوا أيضا مجبرين على السماح للمفتشين الحكوميين بزيارة بيوتهم والتحقيق في حياتهم اليومية، التي سرعان ما أصبحت ممارسةً مبغوضةً بشدة بين العاطلين عن العمل.
اتخذت الوصمة علامات يمكن تمييزها بوضوح، كالملابس الحمراء المقدمة من الحكومة والعلامة المؤلمة جدًا التي تدل على أن شخصًا ما مُعفى من ضريبة الدراجات (كانت تُلصق على الدراجة أو ملابس الشخص). وبالإضافة إلى المساعدات الحكومية النادرة، كان هناك بعض المبادرات الخاصة التي تهدف إلى مساعدة الفقراء. كانت أبرز هذه المنظمات لجنة الأزمات الوطنية (Nationaal Crisis Comité)، التي أسستها الأميرة يوليلنا عام 1931. ولكن بسبب النطاق المحدود لهذه المنظمة، فإنها لم تتمكن من تحسين الوضع من الناحية الهيكلية.

## الاضطرابات الاجتماعية
شهدت هولندا اضطراباتٍ اجتماعيةٍ كبيرة اثناء الكساد الكبير، على غرار العديد من البلدان الأخرى. ولكن باستثناء عددٍ من الأحداث المثيرة للإعجاب، كانت هذه الاضطرابات في واقع الأمر محدودة النطاق. فعلى سبيل المثال، تظهر إحصائيات الإضرابات العمالية أن الإضرابات خلال الفترة 1931-1937 كانت أقل حدوثا في هولندا مما كانت عليه في السنوات السابقة ذات الاستقرار الاقتصادي ما بين عام 1925 وعام 1930. وعندما وصل الكساد الكبير في هولندا إلى ذروته، تناقص عدد الإضرابات إلى أدنى مستوياته. شكل الاضراب عن الإيجار نوعًا آخر من الاحتجاج، وهو اضراب يمتنع فيه المستأجر عن دفع الإيجار للمالك. كان هذا النوع من الاحتجاج أيضًا محدود النطاق، الأمر الذي يُعزى جزئيًا إلى التدخل الحكومي القاسي.

## الانتعاش التدريجي
مرت نهاية الكساد الكبير في هولندا بمرحلةٍ تدريجية، كما هو الحال في معظم البلدان المتضررة الأخرى، ولكن المختلف في الأمر أن الانتعاش في هولندا لم يبدأ إلا في عام 1936، عندما تخلى البلد عن غطاء الذهب.